# Honingdauw

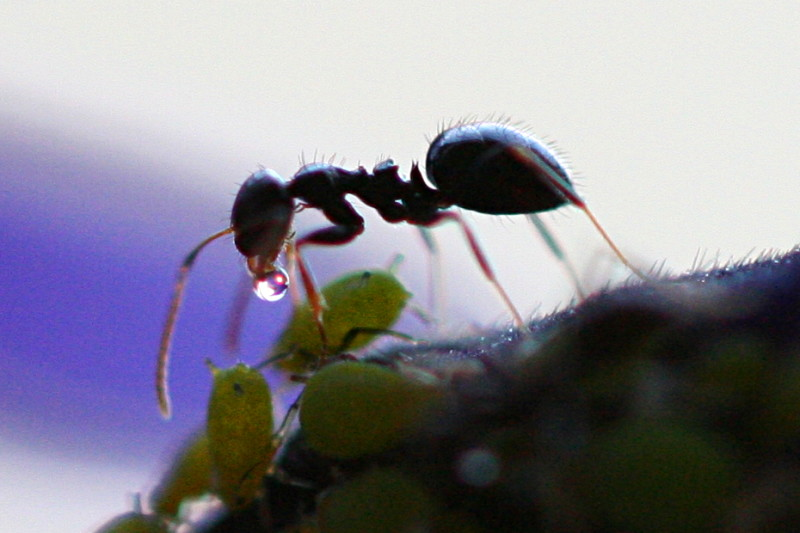
Een mier neemt honingdauw van een bladluis.

Honingdauw is een heldere nectar-achtige vloeistof die wordt afgegeven door veel soorten blad- en schildluizen, witte vliegen en de schimmel echt moederkoren. Ze zuigen plantensappen op, maar verbruiken niet alle suikers, die daarna in vloeibare vorm worden afgegeven. Bijen maken er honing van.

## Samenstelling
Honingdauw is rijk aan suikers, vooral fructose en sacharose komen er in voor. Daarnaast zit er maltose, fructomaltose en melezitose alsook andere oligosachariden in kleinere hoeveelheden in. Honingdauw bevat ook enzymatische bestanddelen, organische zuren, vitaminen en  adenosinemonofosfaat.
Bepaalde honingdauwen bevatten voor bijen onverdraagzame of schadelijke stoffen die zwartzucht (bosdrachtziekte) veroorzaken.

## Voedsel

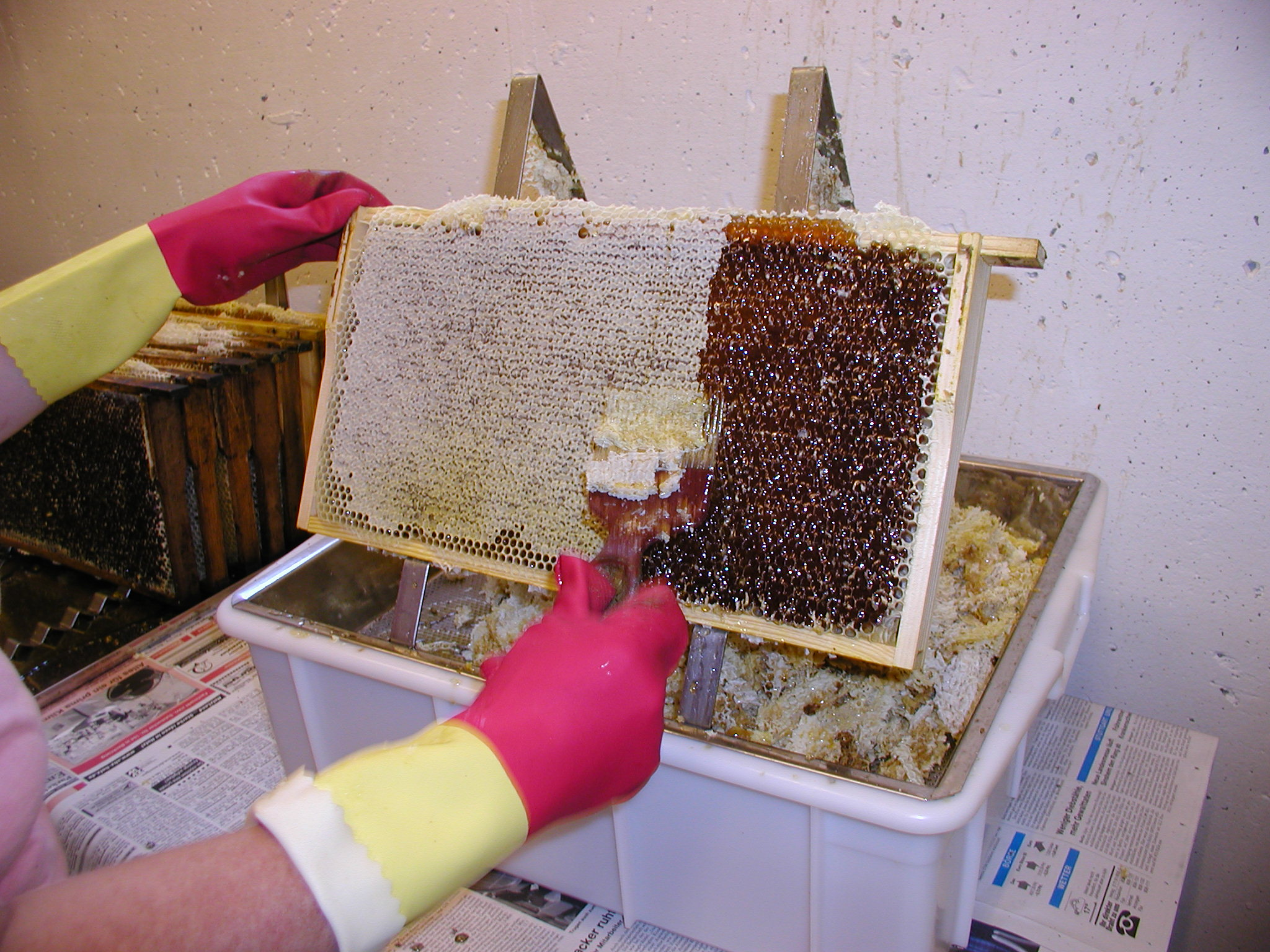
Bijenraat met donkere honing uit honingdauw

Voor een aantal dieren is honingdauw als voedsel van groot belang; sommige soorten mieren leven zelfs in symbiose met luizen. De mieren beschermen de luis tegen vijanden als lieveheersbeestjes en zuigen het voedselrijke goedje op als tegenprestatie. Sommige soorten brengen de luizen zelfs ondergronds om ze daar in kamertjes te houden als een soort 'veehouders'. Ook veel soorten wespen houden van honingdauw en laten de luis ongemoeid. Een aantal bijensoorten leeft uitsluitend van honingdauw, en de 'honingdauw-honing' die wordt geproduceerd is donker van kleur en duurder dan normale honing uit nectar. 'Dennenhoning' bestaat voor het merendeel uit honingdauw. In 'dennenhoning' zit altijd een hoeveelheid melezitose. Het gehalte is afhankelijk van de stofwisseling van de boom (het floëemsap) en de enzymatische omzetting door de verschillende luizensoorten. Zo zou de luis Cinara laricis veel melezitose vormen. Door het hoge gehalte, soms meer dan 10 - 12 %, aan melezitose kristalliseert de honing al in de honingraat en is daar dan moeilijk uit te halen. Deze honing wordt wel melezitose- of cementhoning genoemd.
Ook sommige hommelsoorten verzamelen honingdauw.
Voor mensen is honingdauw vaak vervelend, omdat de kleverige laag die op onderliggende planten terechtkomt de bladeren kan verstikken, en bepaalde schimmels aantrekt die de planten aantasten. Wie de auto onder een boom met bladluizen parkeert, zoals vaak onder de eik of linde, treft na enige tijd een kleverig laagje van vele kleine druppeltjes aan dat snel vuil wordt vanwege de plakkerigheid, maar gemakkelijk afwasbaar is.
Door schimmelgroei kan op de honingdauw roetdauw ontstaan.